# Ciliata (zoologia)
Ciliata è un genere di pesci ossei marini appartenente alla famiglia Lotidae.

## Distribuzione e habitat
Due specie su tre si incontrano nell'Oceano Atlantico lungo le coste europee mentre C. tchangi è nota solo per le coste cinesi del Pacifico occidentale. Nessuna specie vive nel mar Mediterraneo. Vivono di solito in acque costiere su fondi duri.

## Specie
- Ciliata mustela
- Ciliata septentrionalis
- Ciliata tchangi[1]